# Ornette Coleman

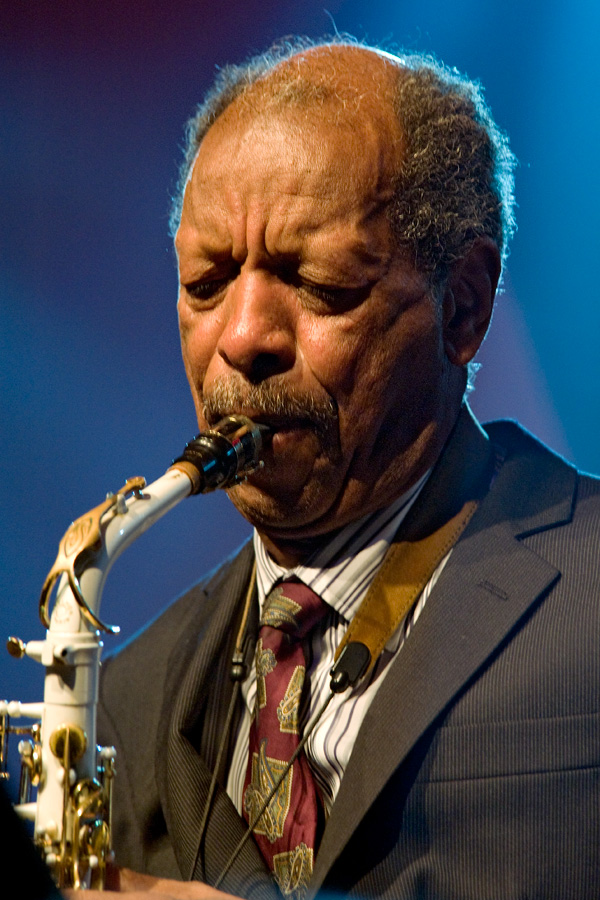
Ornette Coleman (moers festival 2011)

Randolph Denard Ornette Coleman (* 9. März 1930 in Fort Worth, Texas; † 11. Juni 2015 in New York City) war ein US-amerikanischer Jazz-Musiker (vor allem Alt-, gelegentlich auch Tenorsaxophon, Trompete und Geige) und Komponist. Ornette Coleman gilt als Pionier des Free Jazz und ist der Schöpfer der „Harmolodics“.

## Leben und Wirken

### Selbststudium
Coleman wuchs in ärmlichen Verhältnissen und nach dem Tod seines Vaters früh als Halbwaise auf. Sein erstes Saxophon bekam Coleman mit 14 Jahren, er brachte sich ab 1944 das Saxophonspiel und Notenlesen selbst bei. Mit 19 Jahren riss er von zu Hause aus, um Armut und Rassendiskriminierung im Süden der USA zu entfliehen. In Los Angeles schlug sich Ornette Coleman mit Hilfsjobs durch und eignete sich 1950 wiederum im Selbststudium Harmonielehre und Musiktheorie an. Hier entwickelte er auch eigene musikalische Konzepte und fand Unterstützer in Don Cherry (Trompete), Bobby Bradford (Trompete), Walter Norris (Klavier), Ed Blackwell (Schlagzeug), Billy Higgins (Schlagzeug) und Charlie Haden (Bass). Die beiden Letztgenannten lernte er 1958 in der Band von Paul Bley (Klavier) kennen, die um Coleman und Cherry erweitert wurde, bevor sie durch Bleys Ausstieg zum Ornette Coleman Quartet wurde.
Zusammen bespielte die Band kleine Clubs in Los Angeles. Ihren ersten Plattenvertrag erhielt sie nur durch Zufall, denn eine Plattenfirma kaufte eines von Colemans Arrangements, fand aber außer dessen Gruppe niemand, der dieses auch spielen konnte. Auf Vermittlung von John Lewis wechselte Coleman im Mai 1959 zu Atlantic Records. Nach einem darauffolgenden Engagement im Jazzclub „Five Spot“ in New York im Jahre 1959 war dem Ornette Coleman Quartet die Aufmerksamkeit der Jazz-Szene sicher.
Neben der Musik interessierte sich Coleman auch für wissenschaftliche Themen aus  Physik, Mathematik und Chemie.

### Free Jazz / Harmolodics
Zusammen mit Eric Dolphy (Bassklarinette), Don Cherry (Taschentrompete), Freddie Hubbard (Trompete), Scott LaFaro (Bass), Charlie Haden (Bass), Billy Higgins (Schlagzeug) und Ed Blackwell (Schlagzeug) – also mit einem Doppel-Quartett – nahm Coleman 1960 sein wohl bekanntestes Album Free Jazz: A Collective Improvisation auf. Dieses Album wirkte als Initialzündung des atonalen Avantgarde Jazz, wobei es in seiner Kollektivimprovisation ebenso auf die Ursprünge des Jazz in New Orleans verwies. 1961 löste Coleman sein Quartett auf und spielte in den nächsten Jahren im Trio mit David Izenzon (Bass) und Charles Moffett (Schlagzeug). Zudem lernte er Geige und Trompete, um sie für Klangfarbeneffekte einzusetzen. Seit den frühen 1960er Jahren komponierte er zudem Kammermusik und seit 1967 auch mehrfach sinfonische Stücke für größere Ensembles (Skies of America, 1972).

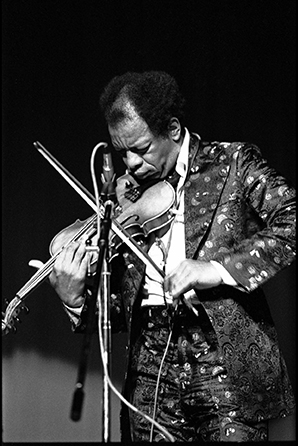
Ornette Coleman (1978)

Ornette Coleman entwickelte vor allem seit den 1970ern aus dem Free Jazz sein System der „Harmolodics“ (etwa: Harmolodik). Anders als im modalen Spiel wird dabei über lineare Intervallreihen improvisiert. Insbesondere gemeinsam mit seiner Band Prime Time wurde Coleman ab Mitte der 1970er Jahre mit Hilfe des harmolodischen Systems zu einem Pionier des Free Funk, denn er kombinierte die „Harmolodics“ mit aggressiven Rockrhythmen und sphärischen Klängen. Sein Album Dancing in Your Head, aufgenommen u. a. mit den Master Musicians of Jajouka, wurde in die Liste The Wire’s „100 Records That Set the World on Fire (While No One Was Listening)“ aufgenommen. In den 1980er Jahren brachte Coleman weitere Platten mit Prime Time und seinem klassischen Quartett heraus.

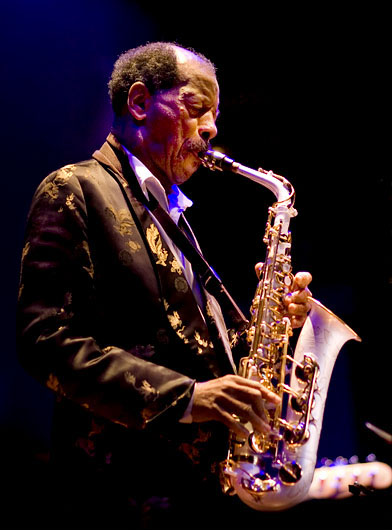
Ornette Coleman auf dem Enjoy Jazz Festival, Heidelberg, Oktober 2008

Colemans Aufnahmen der 1990er Jahre, auf denen er in einem klassischen Jazzquartett (mit Piano, Bass, Schlagzeug) bzw. im Saxophon-Piano-Duo (mit Joachim Kühn) spielte, fanden großen Anklang. Sein bisher letztes Album Sound Grammar, Livemitschnitt eines Festivalauftritts 2006 in Deutschland, entstand mit der ungewöhnlichen Besetzung von zwei Bassisten und einem Schlagzeuger; für dieses Album bekam er 2006 einen Grammy.

### Familie
Aus Colemans geschiedener Ehe mit der Dichterin Jayne Cortez stammt sein Sohn Denardo Coleman, der ihn seit 1966 als Schlagzeuger begleitete.

### Wirkung
Colemans Werk nahm seinen Ausgang von eher folkloristischen Auffassungen von Musik. Obwohl er durch seinen bewussten Verzicht auf Virtuosität stets ein Außenseiter blieb, war Colemans Einfluss auf Musiker wie Pat Metheny (mit dem er mehrfach zusammenarbeitete), John Zorn (Tribut-Album Spy vs. Spy 1989) oder Joachim Kühn nachhaltig. Coleman vertrat die Auffassung, dass kein Spieler die Führung innehat und Spielanweisung gibt, vielmehr beruhte sein Konzept auf ästhetischer Freiheit, bei der jeder jederzeit das Heft an sich reißen könne. Der Musiktheoretiker Gunther Schuller interpretierte Colemans Spiel als auf tiefer innerer Logik beruhend, die Coleman es ermöglichte, die alten musikalischen Regeln nicht überspringen zu müssen, vielmehr existierten sie für ihn nicht. Trotz eines völlig anderen Ansatzes respektierte auch John Coltrane den Kollegen als Pionier und nahm 1960 sogar ein Album (The Avant-Garde) mit Colemans Kompositionen und dessen Band auf, das jedoch erst 1966 veröffentlicht wurde. Kritische Äußerungen kamen hingegen gehäuft von Miles Davis. Sein Trompeten- und Geigenspiel bezeichnete er als „respektlos gegenüber allen anderen Musiker, die diese Instrumente beherrschen“ und ihn selbst bezeichnete er als „eifersüchtigen Vogel“, der es liebte „belehrend dazusitzen, ...[obwohl] er gar nicht weiß, was er da redet“.
Nähe zur Rockmusik zeigte Ornette Coleman bereits Ende der 1980er-Jahre, als er im Anschluss an In All Languages (Label: Caravan of Dreams) im Jahr 1988 das Album Virgin Beauty (Columbia) produzierte, an dem auch Jerry García von Grateful Dead beteiligt war. 2002 und 2003 unternahm Coleman weitere Abstecher in die Rockmusik und wirkte bei Lou Reeds Bearbeitung von Werken Edgar Allan Poes, The Raven, sowie bei Eddy Grants Hearts & Diamonds mit. Bereits in früheren Jahren war er an Produktionen von Yoko Ono, Claude Nougaro, Jamaaladeen Tacuma, Yochk’o Seffer und Joe Henry beteiligt gewesen.
Für seinen Vater klagte Denardo Coleman 2015 auf Unterlassung der Veröffentlichung von unautorisiertem Session-Material auf dem Album New Vocabulary.

## Auszeichnungen (Auszug)
- 1994 war er MacArthur Fellow.
- 1997: Wahl zum Mitglied der American Academy of Arts and Letters[8]
- 2001: Praemium Imperiale
- 2007: Als zweiter Jazzmusiker nach Wynton Marsalis (1997) erhielt Coleman den Pulitzer-Preis in der Kategorie Musik, der bisher nur an »klassische« Komponisten vergeben wurde.
- 2007: Vier Jazz Awards - Bester Musiker, bester Altsaxophonist, bestes Album, bestes Kleinensemble – verliehen von der JJA (Jazz Journalists’ Association)[9]
- 2010: Ehrendoktor der University of Michigan in Ann Arbor.[10]
- 2011: Ehrendoktor der Columbia University in New York.

## Diskografie

### Wichtige Platten
- Something Else!!!! (1958)

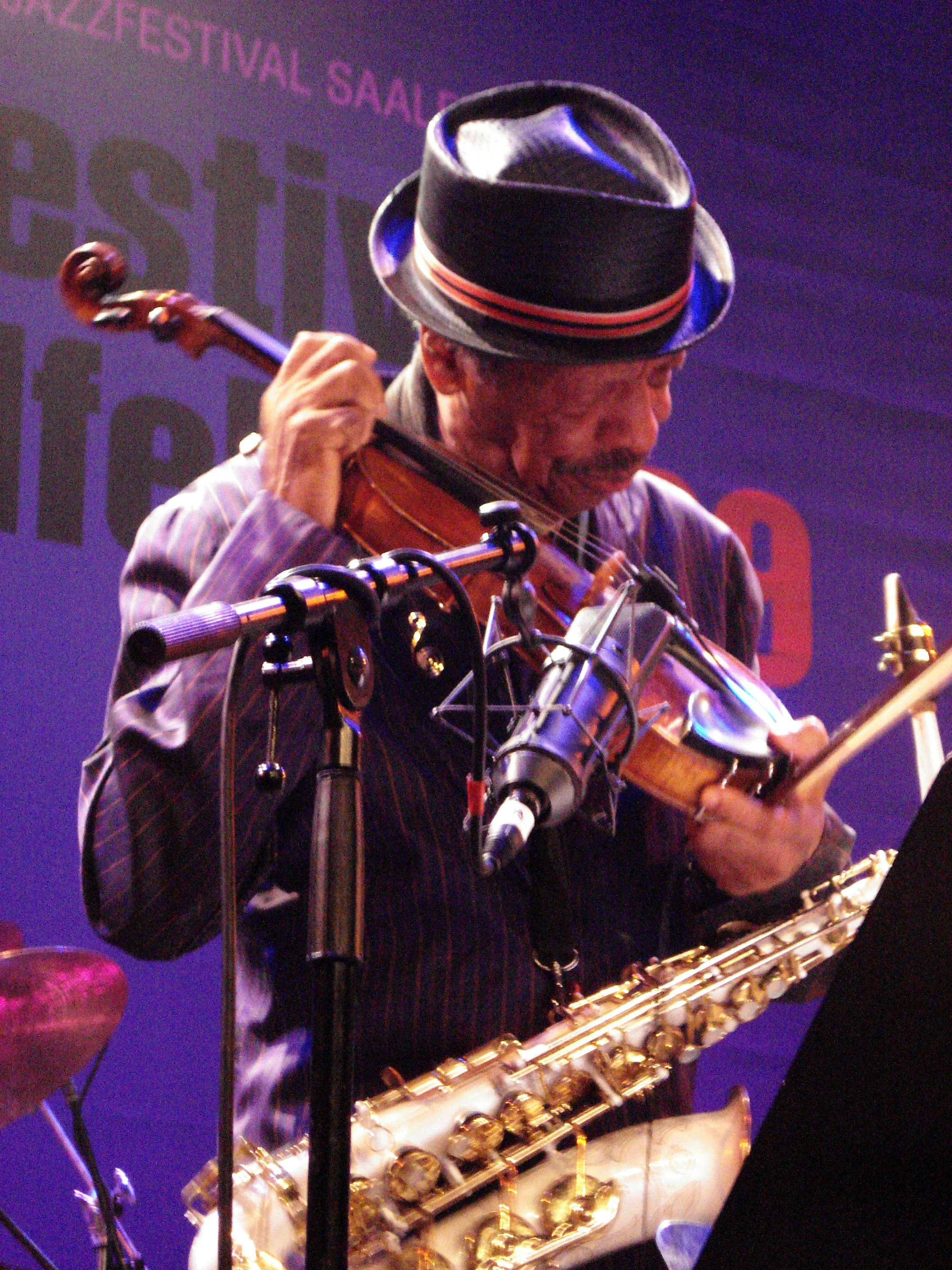
Ornette Coleman in Saalfelden (2009)

- The Shape of Jazz to Come (1959) mit seinem Klassiker „Lonely Woman“
- Free Jazz (1960)
- Dancing in Your Head (1973/1976)
- In All Languages (1987)

### Alle Tonträger unter eigenem Namen
Nicht legitimierte Alben mit *
| - Something Else!!!! (1958) - Coleman Classics Vol. 1 (1958) - Tomorrow Is the Question! (1959) - The Shape of Jazz to Come (1959) - Change Of The Century (1959) - This Is Our Music (1960) - Free Jazz (1960) - Ornette on Tenor (1961) - The Art of the Improvisers (1961) - Twins (1961) - To Whom Who Keeps a Record (1960) - Beauty Is a Rare Thing (1961)* - Town Hall (1962) - Ornette! (1962) - Chappaqua Suite (1965) - An Evening With Ornette Coleman (1965) - Who’s Crazy Vol. 1 (1965)* - Who’s Crazy Vol. 2 (1965)* - The Paris Concert (1965)* - Live at the Tivoli (1965)* - At The “Golden Circle” Vol. 1 (1965) - At The “Golden Circle” Vol. 2 (1965) - Ornette Coleman: The Empty Foxhole. Blue Note 9/66 (1966) - The Music of Ornette Coleman - Forms & Sounds (1967) - The Unprecedented Music Of Ornette Coleman (1968)* - Live in Milano (1968)* - New York Is Now (1968) - Love Call (1968) - Ornette At 12 (1968) - Crisis (1969) | - Man on the Moon / Growing Up (1969)* - Friends and Neighbors (1970) - Science Fiction (1971) - European Concert (1971)* - Broken Shadows (1971/1972) - Paris Concert (1966/1971)* - The Belgrade Concert (1971)* - Skies of America (1972) - Ornette Coleman Broadcasts (1972)* - Dancing in Your Head (1973/1976) - Body Meta (1976) - Soapsuds, Soapsuds (1977) - Of Human Feelings (1979) - Opening the Caravan of Dreams (1983) - Prime Time / Time Design (1983) - Song X (1985) - In All Languages (1987) - Verona Jazz (1987)* - Virgin Beauty (1988) - Live at Jazzbühne Berlin (1988)* - Naked Lunch (1991) - Tone Dialing (1995) - Sound Museum - Hidden Man (1994) - Sound Museum - Three Women (1994) - Colors (1996) - Sound Grammar (!2006) |